# Cité des sciences et de l'industrie
La Cité des sciences et de l'industrie (en español, Ciudad de la ciencia y la industria) es un establecimiento especializado en la difusión de la cultura científica y técnica. Creado por iniciativa del presidente Giscard d'Estaing, tiene como misión difundir a un gran público, especialmente a los niños y a los jóvenes, el conocimiento científico y tecnológico, así como suscitar el interés de los ciudadanos sobre asuntos sociales relacionados con la ciencia, la investigación y la industria.
La Cité está situada en el Parc de la Villette, cerca de la Porte de la Villette, en un emplazamiento ocupado anteriormente por los mataderos de la Villette, en el Distrito XIX de París, Francia.
Está en el corazón de un complejo destinado a poner en valor la cultura científica y técnica: los Centres de culture scientifique, technique et industrielle (CCSTI). Junto con la Cité de la musique y el Conservatorio de París, forma parte del Parc de la Villette.
El proyecto de rehabilitación de los mataderos, que tenía como objetivo transformarlos en un museo de ciencia y tecnología, se encargó el 15 de septiembre de 1980 a Adrien Fainsilber. Complemento del Palais de la découverte situado en el Grand Palais, la Cité des sciences et de l'industrie abrió sus puertas el trece de marzo de 1986, y fue inaugurada por François Mitterrand con ocasión del encuentro entre la sonda astronómica Giotto y el Cometa Halley.
En 2009, la Cité des sciences y el Palais de la découverte se fusionaron en un establecimiento común, llamado Universcience, constituido como un EPIC ("Establecimiento público de carácter industrial y comercial").
El 20 de agosto de 2015, la Cité des sciences et de l'industrie fue víctima de un incendio en una zona que estaba en obras, lo que movilizó a 120 bomberos y 35 vehículos. Después del incendio, se cerró al público toda la Cité por un tiempo indeterminado. El 6 de octubre de 2015, la dirección de la institución anunció que reabriría al público el día 9 de octubre. En ese momento, alrededor de dos tercios de la estructura eran accesibles al público.

## Espacios
La Cité alberga muchos espacios y servicios:
- Explora (plantas 1, 2 y 3): Reúne las principales exposiciones permanentes, organizadas alrededor de los siguientes temas: las matemáticas, la imagen, los sonidos, los juegos de luz, el espacio, el océano, la energía, los automóviles, las rocas, los volcanes, las estrellas, las galaxias...
- La Bibliothèque des sciences et de l'industrie (antigua Médiathèque, planta -1): La biblioteca científica se extiende por tres plantas. Está dividida en tres grandes sectores: gran público, infancia e historia de la ciencia. También podemos encontrar allí terminales interactivos que permiten el visionado de películas, documentales, dibujos animados… En la planta 0 se encuentra la médiathèque para niños y el cine Les Shadoks. En esta médiathèque también se encuentran los siguientes tres espacios:
  - Le Carrefour numérique² Archivado el 26 de marzo de 2014 en Wayback Machine. (planta -1): Este lugar tiene 1200 metros cuadrados (de acceso libre y gratuito) y está dedicado al descubrimiento y experimentación de las prácticas digitales y de las tecnologías innovadoras. Llamado Espace Public Numérique desde 2001, su oferta se dedicaba inicialmente a la reducción de la brecha digital, pero ha evolucionado con la apertura de un taller de fabricación (Fab Lab) y de un laboratorio de aplicaciones (Living Lab) inaugurados en marzo de 2014. El Carrefour numérique² acoge y organiza eventos abiertos a todos junto con sus socios, entre los que se incluyen muchas asociaciones de código abierto o de software libre.
  - La Cité des métiers (planta -1): Lugar de información sobre el empleo, la formación, los oficios, la Cité des métiers (en español, "Ciudad de los oficios") pone a disposición consejeros y un importante fondo documental.[7] Este espacio ha servido de referencia para la creación de una red internacional de plataformas similares.[8]
  - La Cité de la santé (planta -1): Situada en la entrada de la médiathèque del gran público, la Cité de la santé ("Ciudad de la salud") es un espacio de información sobre todo lo relacionado con la salud.
- La Cité des enfants (planta 0): Diseñada para recibir a niños de dos a doce años, la Cité des enfants ("Ciudad de los niños") está dividida en dos espacios: el espacio para los niños de dos a siete años (que sustituyó al antiguo espacio de tres a cinco años), y el espacio para niños de cinco a doce años (renovado en 2009).
- El auditorio (planta 0) es la sala de conferencias de los programas universitarios;
- El cine Louis Lumière (planta 0);
- Un planetario situado en las exposiciones (planta 2);
- Un centro de congresos (planta -1);
- Un acuario (planta -2);
- La sala Jean Bertin (planta 0);
- El espacio Condorcet (Niveau 0);
- Una zona de pícnic (planta -1);
- Una tienda de libros y juguetes científicos (planta 0);
- Varios restaurantes (planta -2);

## Presupuesto
Las subvenciones asignadas por el Estado francés se elevaron a 91 896 millones de euros en 2008 y se dividen en:
- 84 125 millones de euros en gastos de funcionamiento,
- 7771 millones de euros en gastos de inversión.

Los recursos propios del establecimiento representaron 24 745 millones de euros en funcionamiento y 2828 millones de euros en inversión. Provienen mayoritariamente de la venta de entradas, de los servicios prestados por el Centre des congrès de la Villette, de las ventas de obras, de los estudios o de productos de exposición, de las colaboraciones y de las concesiones.

## Presidencia
Los presidentes del museo han sido:
| - Maurice Lévy (1985-1987) - Christian Marbach (1987-1988) - Roger Lesgards (1988-1993) - Pierre David (1993-1995) - Gérard Théry (1995-1998) - Michel Demazure (1998-2002) | - Jean-François Hebert (2002-2007) - François d'Aubert (2007-2009) - Claudie Haigneré, antiguo ministro de investigación y primer astronauta francés (2009-2015) - Bruno Maquart desde abril de 2015 (Universcience). |

## Establecimientos cercanos a laCité des sciences et de l’industrie
| - El Parc de la Villette - La Maison de la Villette - La Géode - El Cinaxe - El Argonaute, un submarino en el exterior que se puede visitar. Está situado entre La Géode y el canal de l'Ourcq | - Un centro de equitación - Le Trabendo - El Cabaret Sauvage - Un espacio "tienda de campaña" - Le Zénith de Paris - El Teatro Internacional de la Lengua Francesa - La Grande Halle | - La Cité de la musique - El Pabellón Paul Delouvrier - El Teatro Paris-Villette - El Conservatorio de París - El Jardin des Voltiges - El Glazart - El Boulevard périphérique |

## Acceso
Está servida por la estación Porte de la Villette de la línea 7 del Metro de París y la estación Porte de Pantin de la línea 5, así como por el tranvía 3b y las líneas de autobús PC3, 139, 150, 152, 249 y 75.